# 2,3,5,6,7,8-六亚甲基双环［2.2.2］辛烷
2,3,5,6,7,8-六亚甲基双环[2.2.2]辛烷是一种有机化合物，化学式为C14H14。它可由顺丁烯二酸酐和香豆酸为原料经多步反应得到。它和四氰基乙烯、乙炔二甲酸二甲酯等强双烯体反应，得到单、双或三加成产物。它和九羰基二铁在己烷反应，可以得到C14H14·[Fe(CO)3]n（n=1, 2, 3）混合物。它和二氧化硫反应，只会得到单加成或双加成的砜，双加成的环砜的“桶烯效应”会让三加成产物变得不稳定。